# Bröllopet mellan prinsessan Madeleine och Christopher O'Neill
Bröllopet mellan prinsessan Madeleine och Christopher O'Neill ägde rum den 8 juni 2013. Vigseln genomfördes i Slottskyrkan i Stockholm och direktsändes av SVT. Överhovpredikanten, biskop emeritus Lars-Göran Lönnermark och hovförsamlingens pastor Michael Bjerkhagen vigde paret. Även den tyska tidningen Bild och den finländska tidningen Ilta-Sanomat sände live-TV från bröllopet.

## Vigsel och bröllopsklänning
Festligheterna inleddes 7 juni med en privat middag, en så kallad rehearsal dinner, i Vinterträdgården på Grand Hôtel i Stockholm.
Under vigseln var Christopher O'Neills barndomsvän Cedric Notz best man. Sex barn bildade brudnäbb, brudgummens syskonbarn Louis och Chiara Abensperg und Traun och Jasper D'Abo, brudens gudbarn och tillika kusinbarn Anais och Chloe Sommerlath samt brudens väninnas dotter Lillie von Horn.
Prinsessan Madeleine bar under vigseln en brudklänning av den italienske designern Valentino. Den var gjord i plisserad sidenorganza med applikationer av elfenbensfärgad Chantillyspets; kjolen avslutades med ett fyra meter långt släp. Även slöjan var av sidenorganza och kantades av tyll. I håret bar hon ett privat diadem prytt med kvistar av apelsinblommor. Brudbuketten bestod av vita trädgårdsrosor, liljekonvaljer samt myrten från Sofiero. Samtliga blommor i buketten var vita och bundna i en rund form. Traditionen med myrtenkvisten härstammar från kronprinsessan Margareta som 1905 gifte sig med Gustaf VI Adolf i England och sedan medförde en myrtenbuske till Sverige. En kvist från denna buske har sedan 1935 förekommit i de kungliga brudbuketterna eller i håret i både svenska och danska kungafamiljerna.
Som ingångsmusik framfördes Gotländsk brudmarsch av organisten Ulf Norberg, en barnkör från Adolf Fredriks Musikklasser samt musiker ur Kungliga Filharmoniska Orkestern. Under vigseln framförde Marie Fredriksson Ännu doftar kärlek och Peter Jöback framförde The First Time Ever I Saw Your Face. Tillsammans sjöng församlingen Love Divine, All Loves Excelling, en psalm ur Engelska kyrkans psalmbok, samt psalm 201 En vänlig grönskas rika dräkt. Under brudparets uttåg spelades Brudmarsch från Delsbo framförd av ungdomar från Hälsinge Låtverkstad i Järvsö under ledning av riksspelman Eiwor Kjellberg.

## Efter vigseln

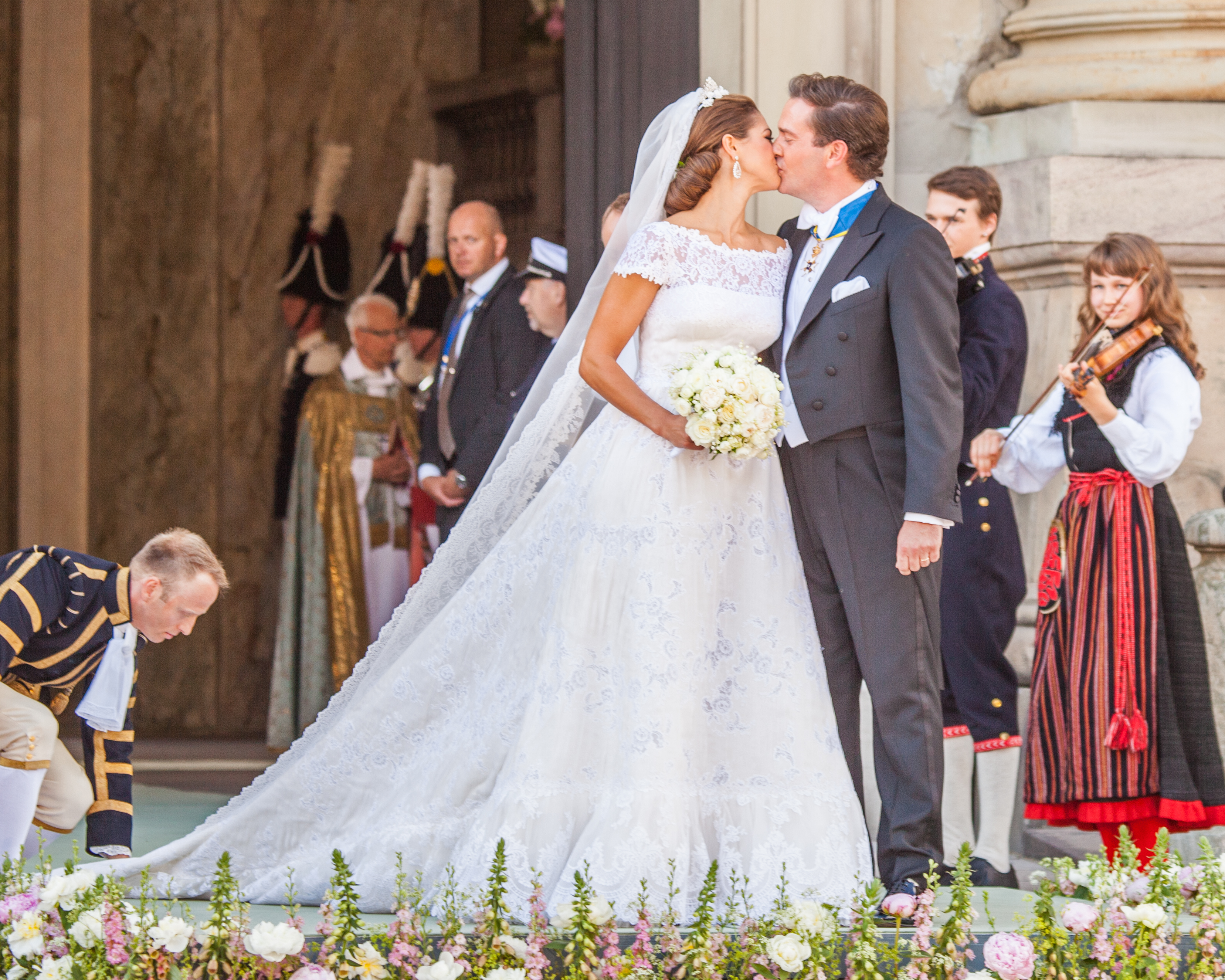
En bröllopskyss framför de väntande åskådarna på Slottsbacken direkt efter vigselakten.

Efter vigseln sköts salut från Skeppsholmen med 21 skott med fem sekunders mellanrum. Vigselakten hölls på både svenska och engelska och brudparet gav varandra sina löften på engelska respektive svenska och svarade således även "ja" respektive "I will". Efter fotografering av brudparet och dess familjer åkte prinsessan Madeleine och Christopher O'Neill iväg med häst och vagn längs en knappt två kilometer lång kortegeväg genom centrala Stockholm. 
Kortegevägen gick från Kungliga slottet till Riddarholmen via yttre borggården, Slottsbacken, Skeppsbron, Strömbron, Strömgatan, Norrbro, Slottskajen, Myntgatan och Wrangelska backen till Evert Taubes terrass på Riddarholmen. Därefter klev de på fartyget S/S Stockholm tillsammans med de inbjudna gästerna och färdades tillsammans till Drottningholms slott där middag och bröllopsfesten hölls. Försvarsmakten paraderade längs kortegevägen samt vid ankomsten till Drottningholm.

## Middag
Kocken Stefano Catenacci ansvarade för middagen. Bröllopsmiddagen bestod av bland annat kalixlöjrom, kavring, senapssill, västerbottenpaj, laxöring med sparris, kalvfilé, blomkål och pavlova med glass, choklad och smultron.
Som bröllopstårta fanns 700 makroner upplagda på en plastpyramid.

## Gäster i urval
- Kung Carl XVI Gustaf och Drottning Silvia
- Kronprinsessan Victoria och Prins Daniel
  - Prinsessan Estelle
- Prins Carl Philip
- Prinsessan Margaretha, fru Ambler
- Prinsessan Birgitta och Prins Johann Georg
  - Prins Carl Christian och Prinsessan Nicole
- Prinsessan Desirée och friherre Niclas Silfverschiöld
- Prinsessan Christina och herr Tord Magnuson
- Marianne Bernadotte
- Gunnila Bernadotte

- Kronprins Frederik och kronprinsessan Mary av Danmark
- Prins Joachim och prinsessan Marie av Danmark
- Prinsessan Benedikte av Danmark
- Kronprins Haakon Magnus och kronprinsessan Mette-Marit av Norge
- Prinsessan Märtha Louise av Norge och Ari Behn
- Prins Edward och grevinnan Sophie av Wessex
- Arvstorhertig Guillaume och prinsessan Stéphanie de Lannoy av Luxemburg
- Furstinnan Charlene av Monaco
- Prins Nikolaos och prinsessan Tatiana av Danmark
- Prinsessan Theodora av Danmark
- Prins Philippos av Danmark
- Prins Pavlos och prinsessan Marie-Chantal av Danmark
- Prinsessan Takamado av Japan
- Leopold av Bayern
- Manuel av Bayern
- Andreas av Sachsen-Coburg-Gotha
- Hubertus av Sachsen-Coburg-Gotha